# セガサターンで発見!!たまごっちパーク
『セガサターンで発見!!たまごっちパーク』は、1998年1月29日にバンダイから発売されたセガサターン用育成シミュレーションゲームであり、たまごっち唯一のセガサターン用ソフトである。

## 概要
本作は、ゲームボーイ用ソフトとして発売された『ゲームで発見!!たまごっち』に準じた内容となっており、ゲームボーイ版の様な同時育成や大会などの要素もあるが、今回は最大8匹の同時育成が可能となった。さらに、セガのキャラクターをモチーフにした本作オリジナルのたまごっちも登場する。登場キャラは元祖・新種のたまごっちとてんしっちが中心。たまごっち、てんしっちは人語を話せず、表情や仕草で意思を表現する。たまごっちに名前を付ける事が出来る。
てんしっちはたまごっちが死んだ後、お墓を参ると出て来るおばけっちから育てる事が出来、育て方は実機準拠でたまごっちとは育て方、システムが異なる。
たまごっち、てんしっちでご飯、おやつの種類が違い、たまごっちは基本的なご飯はおにぎり、お肉で、3種類目は季節限定メニューであり、イチゴ（春）、魚（梅雨）、スイカ（夏）、キノコ（秋）、大根（冬）と季節によって変化する。おやつはケーキ、アイスクリーム、饅頭である。
てんしっちはご飯はパイ、クレープ、ケーキ、おやつはキャラメル、キャンディー、チョコレートで実機、ゲームボーイ版に無いメニューも存在する。また、たまごっちの治療のコマンドは注射、カプセルの2種類だが、てんしっちはカプセルがシロップに変更されている。フィールドには季節があり、春、梅雨、夏、秋、冬と変わっていき、季節によってBGMが変わる。
また、セーブするには、付属の専用パワーメモリが必須となる。しかし、ゲーム側から新規にセーブデータを作成する方法が用意されていないため、プリインストールデータを削除するとセーブが出来なくなってしまうので注意が必要である。差し替えキャラである為、にゃっち、チャリっちは登場しない。

## 登場キャラ

### 地球人
- ばんぞー博士（声：岸野幸正）
- ミカチュー（声：鈴木真仁）

### たまごっち
- 旧たまごっち(ベビっち、まるっち、たまっち、くちたまっち、まめっち、ぎんじろっち、くちぱっち、ますくっち、たらこっち、にょろっち、おやじっち）
- 新種たまごっち（しろベビっち、とんまるっち、とんがりっち、はしたまっち、みみっち、ポチっち、はしぞーっち、ズキっち、たこっち、くさっち、せきとりっち）
- てんしっち（おばけっち2号、まるてん、こどてん、たこてん、くりてん、ぎんじろてんし、ぷくてん、たらてん、おやじてんし、ふたごてんし、おとのてん、さぼてんし）

### セガっち
- そにっくっち（ソニック・ザ・ヘッジホッグ）
- ぺんごっち（ペンゴ）
- おぱおぱっち（オパオパ）
- ふりっきーっち（フリッキー）
- あれくっち（アレックスキッド）
- ちびろむっち
- ろむっち
- でぃすくっち
- かーとりっち
- ちびうにっち
- うにっち
- こどもうにっち
- でかうにっち
- ひとでっち
- うみうっち

の全15体。

## 攻略本
- 『セガサターンで発見!! たまごっちパーク』（1998年3月1日発売、ISBN 4766929276）
- 『セガサターンで発見!! たまごっちパーク』（1998年4月発売、ケイブン社、ISBN 9784766929270)